# Biedronka bledniczka
Biedronka bledniczka (Myzia oblongoguttata) – gatunek chrząszcza z rodziny biedronkowatych.
Chrząszcz o szerokim, owalnym ciele długości od 7 do 9 mm. Na nadustku dwa wyrostki położone przed czułkami. Człony czułków wydłużone. Tło przedplecza ciemnobrunatne, a jego brzegi boczne szeroko zażółcone. Na brunatnawożółtych pokrywach obecnych po 6 lub 7 wydłużonych plam białawej barwy, które mogą być pozlewane lub słabo widoczne. Zwykle plama tylno-boczna ciągnie się przez połowę długości pokryw i często łączy z plamą podbarkową. Na pierwszym widocznym sternicie linie zabiodrowe dochodzą do jego tylnej krawędzi i dalej biegną równolegle do niej aż po brzeg boczny sternitu.
Biedronka ta zasiedla głównie lasy iglaste i mieszane, ale w górach występuje również wśród kosodrzewiny. Zimują owady dorosłe pod korą lub w iglastej ściółce.
Gatunek holarktyczny, w Polsce rozprzestrzeniony na terenie całego kraju.